# Dème d'Épia
Le dème d’Épia, en grec moderne : Δήμος Αιπείας / Dímos Epías, est un ancien dème du district régional de Messénie, en Grèce. Depuis 2010, il est fusionné au sein du dème de Messini.
Selon le recensement de 2011, la population du dème compte 1 884 habitants.